# Marshall Harvey Stone
Marshall Harvey Stone (* 8. April 1903 in New York City; † 9. Januar 1989 in Madras, Indien) war ein US-amerikanischer Mathematiker, der sich vor allem mit Funktionalanalysis beschäftigte.

## Leben und Werk
Stone besuchte die Schule in Englewood (New Jersey) und studierte ab 1919 in Harvard. Nach dem Bachelorabschluss in Jura wechselte er zur Mathematik, was ihm durch eine Probezeit als Instruktor 1922/23 schmackhaft gemacht wurde. 1926 wurde er bei George David Birkhoff mit einer Arbeit über gewöhnliche Differentialgleichungen und Entwicklung nach orthogonalen Funktionensystemen promoviert. 1925 wurde er Instruktor an der Columbia University und 1927 wieder in Harvard, wo er 1928 Associate Professor wurde. Nach einer Zeit von 1931 bis 1933 als Associate Professor in Yale wurde er 1933 Associate Professor und 1937 Professor in Harvard. Ab 1928 arbeitete er über selbstadjungierte Operatoren in Hilberträumen, worüber 1932 sein Buch Linear Transformations in Hilbert Space and their Applications to Analysis erschien. Er selbst prägte den Begriff des selbstadjungierten Operators. 1930 veröffentlichte er in den Proceedings of the National Academy of Sciences das berühmte Stone-von-Neumann-Theorem (was aber aus Platzgründen nicht in seine Monographie von 1932 aufgenommen wurde).
Danach befasste sich Stone mit Spektraltheorie und sich dort ergebenden Problemen aus der gruppentheoretischen Behandlung der Quantenmechanik von Hermann Weyl. 1933 wurde er in die American Academy of Arts and Sciences gewählt. 1934 veröffentlichte er Arbeiten über Boolesche Algebren, die die Stone-Čech-Kompaktifizierung enthalten. Er erweiterte auch die Approximation stetiger Funktionen durch Polynome durch Karl Weierstraß zum Satz von Stone-Weierstraß. Im Zweiten Weltkrieg arbeitete er 1942/43 für das Office of Naval Operations und dann für den Generalstab. 1946 wechselte er zur University of Chicago, wo er Fakultätsvorsitzender wurde. Dort wollte er vor allem den Forschungsstand heben und sorgte dafür, dass André Weil, Saunders Mac Lane, Antoni Zygmund und Shiing-Shen Chern nach Chicago kamen. 1952 gab er den Vorsitz der Fakultät zugunsten von Mac Lane auf, blieb aber bis zu seiner Emeritierung 1968 in Chicago. Danach war er Professor an der University of Massachusetts bis 1980 (ab 1973 nur noch in Teilzeit).
Marshall Stone war in den 1950er Jahren ein energischer Befürworter der Bourbaki-Strömung (unter anderem deswegen holte er Weil an die Universität) und verbunden damit der Neuen Mathematik.
1938 wurde er in die National Academy of Sciences und 1943 in die American Philosophical Society gewählt. 1943/44 war er Präsident der American Mathematical Society. 1956 war er Gibbs-Lecturer. Von 1952 bis 1954 war er Präsident der Internationalen Mathematischen Union. Von 1961 bis 1967 war er Präsident des International Committee of Mathematical Instruction.
Stone reiste gerne und war zum Zeitpunkt seines Todes auf einer Indienreise.

## Namensgeber (Sätze)
Stone veröffentlichte mehrere wichtige Ergebnisse. Dabei sind verschiedene Namensgebungen bekannt, siehe die Aufzählung in Satz von Stone.

## Familie
Stones Vater war der Jurist Harlan Fiske Stone, der 21 Jahre Richter am US Supreme Court war, davon zwischen 1941 und 1946 als Chief Justice; seine Mutter war Agnes Harvey Stone (1873–1958).
Stone war zweimal verheiratet. Aus der ersten Ehe 1927 bis 1962 gingen drei Kinder hervor.

## Schriften (Auswahl)

### Artikel
- M. H. Stone: Linear Transformations in Hilbert Space: III. Operational Methods and Group Theory. In: Proceedings of the National Academy of Sciences. Band 16, Nr. 2, Februar 1930, S. 172–175, doi:10.1073/pnas.16.2.172.
- M. H. Stone: On One-Parameter Unitary Groups in Hilbert Space. In: The Annals of Mathematics. Band 33, Nr. 3, Juli 1932, S. 643, doi:10.2307/1968538.
- M. H. Stone: A comparison of the series of Fourier and Birkhoff. In: Transactions of the American Mathematical Society. Band 28, Nr. 4, 1926, ISSN 0002-9947, S. 695–761, doi:10.1090/S0002-9947-1926-1501372-6 (englisch, ams.org [abgerufen am 9. November 2022]).
- M. H. Stone: Mathematics and the future of science. In: Bulletin of the American Mathematical Society. Band 63, Nr. 2, 1957, ISSN 0273-0979, S. 61–76, doi:10.1090/S0002-9904-1957-10098-6 (englisch, ams.org [abgerufen am 9. November 2022]).

### Bücher
- M. H. Stone: Theory of real functions. Edwards Brothers, Ann Arbor 1940.
- Marshall H. Stone: Linear transformations in Hilbert space and their applications to analysis (= Colloquium publications / American Mathematical Society. Band 15). Nachdr. Auflage. American Mathematical Society, Providence, RI 2000, ISBN 0-8218-1015-4 (archive.org).
- John Von Neumann, Marshall H. Stone, Robert S. Doran, Richard V. Kadison (Hrsg.): Operator algebras, quantization, and non-commutative geometry: a centennial celebration honoring John von Neumann and Marshall H. Stone: AMS special session on operator algebras, quantization, and non-commutative geometry, a centennial celebration honoring John von Neumann and Marshall H. Stone, January 15-16, 2003, Baltimore, Maryland (= Contemporary mathematics. Band 365). American Mathematical Society, Providence, RI 2004, ISBN 0-8218-3402-9.